# Shiprock (Novo México)
Shiprock é uma Região censo-designada localizada no estado americano de Novo México, no Condado de San Juan.

## Demografia
Segundo o censo americano de 2000, a sua população era de 8156 habitantes.

## Geografia
De acordo com o United States Census Bureau tem uma área de
42,0 km², dos quais 41,1 km² cobertos por terra e 0,9 km² cobertos por água.

## Localidades na vizinhança
O diagrama seguinte representa as localidades num raio de 36 km ao redor de Shiprock.